# Củ cải vàng
Củ cải vàng có tên chính xác là củ cần (danh pháp hai phần: Pastinaca sativa) là một loài thực vật có hoa trong họ Hoa tán. Loài này được L. mô tả khoa học đầu tiên năm 1753.

## Hình ảnh

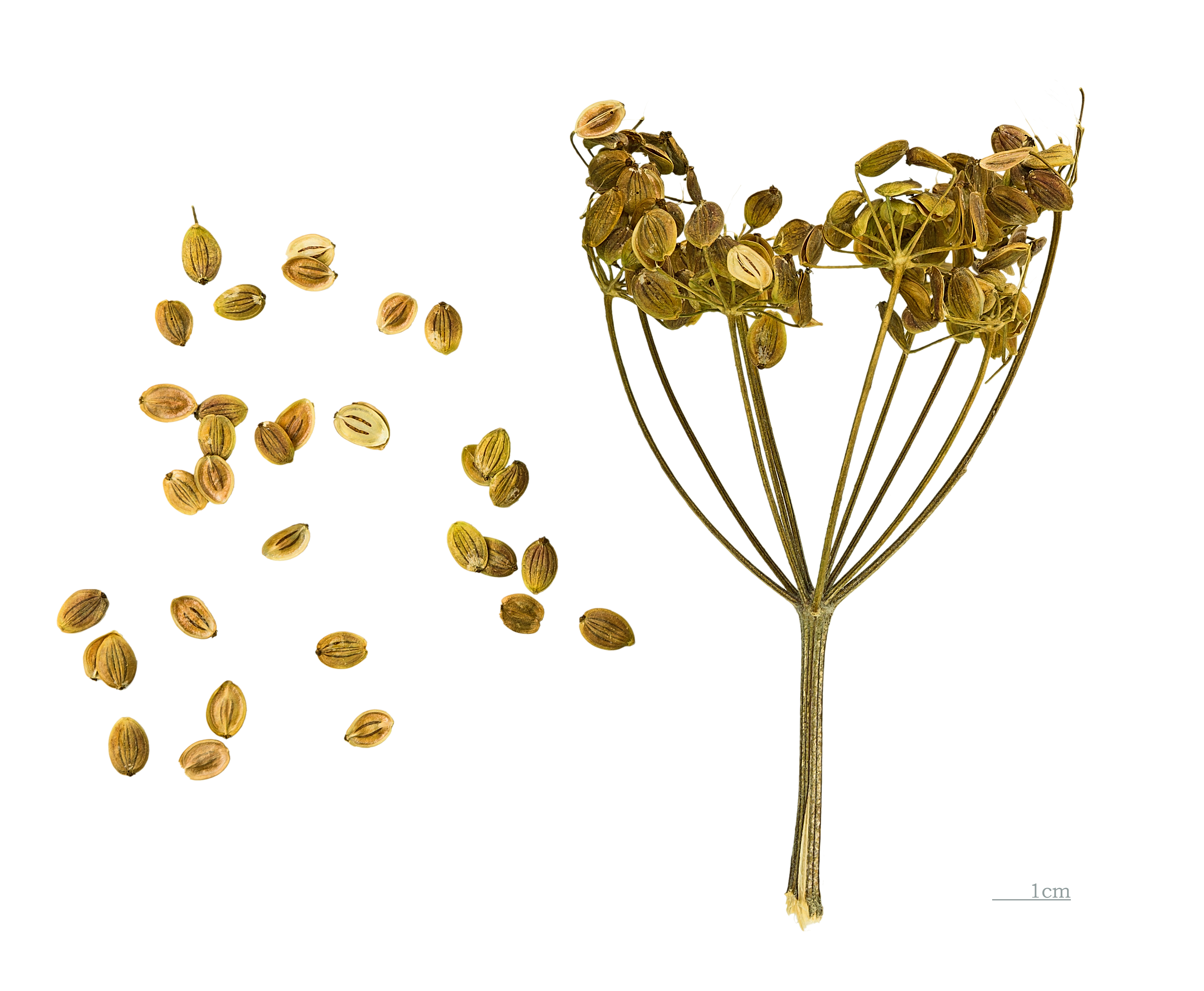
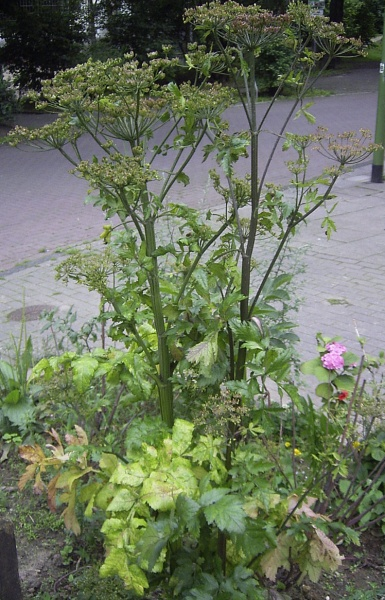
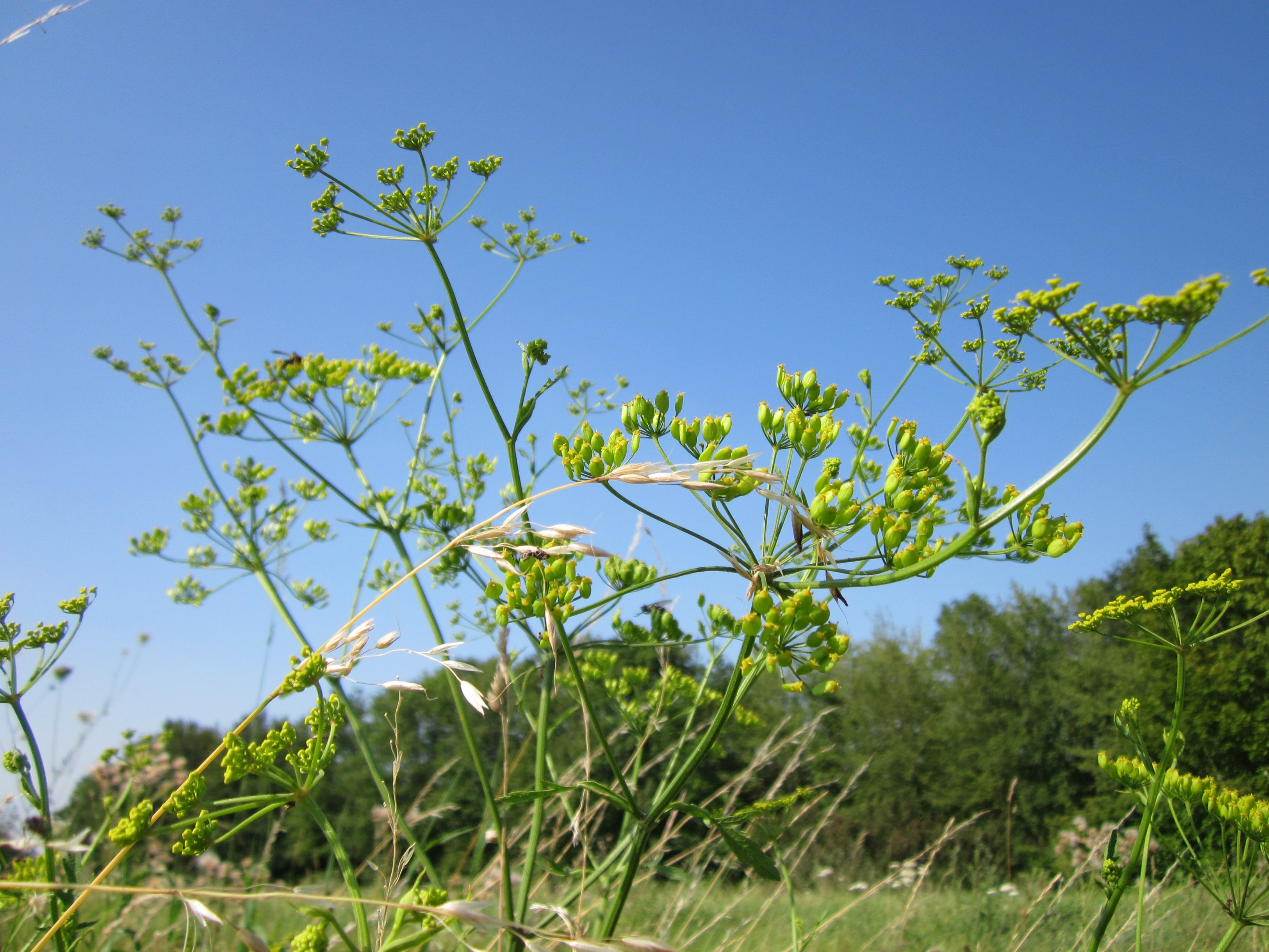